# Münchenwiler
Münchenwiler (em francês: Villars-les-Moines) é uma comuna da Suíça, situada no distrito administrativo de Berna-Mittelland, no cantão de Berna. Tem 2,5 km² de área e sua população em 2018 foi estimada em 522 habitantes.